# Rova Darom
Rova Darom (hebrejsky: רובע דרום, doslova Jižní čtvrť) je čtvrť v jižní části Tel Avivu v Izraeli. Jde o jednu ze sedmi částečně samosprávných částí, na které byl Tel Aviv rozdělen (přičemž část území města do tohoto systému nespadá). Ze správního a administrativního hlediska se Tel Aviv rozděluje na devět částí, které se z těmito částečně překrývají. V tomto případě se Rova Darom překrývá se čtvrtí Rova 8.

## Geografie
Leží v rovinaté, zcela urbanizované krajině nedaleko od pobřeží Středozemního moře v nadmořské výšce do 20 metrů. Na jihu sousedí s katastrem města Cholon.

## Popis čtvrti
Na severu je ohraničena ulicemi ha-Rakevet a Derech Menachem Begin, na jihu ulicí ha-Lochamim a podél ní vedoucí dálnice číslo 20, která tvoří hranici proti městu Cholon. Na východě je hranicí rovněž dálnice číslo 20, zde nazývaná Derech Chejl ha-Širjon a v pozdějším úseku Netivej Ajalon (Ajalonská dálnice). Na západě čtvrť vymezují ulice Elifelet, Šlabim a Heinrich Heine.
Čtvrť Rova Darom je spíše umělou územní jednotkou vytvořenou pro samosprávní a správní účely. Sestává ale z pěti podčástí, které představují autentické a specifické urbanistické celky. Jde o následující čtvrtě:
- Neve Ofer
- Neve Ša'anan
- Florentin
- Kirjat Šalom
- Šapira

Zástavba má smíšený charakter, s rozsáhlými plochami nízké starší zástavby i oblastmi husté nové výstavby. Populace je rozmanitá, vyšší je tu podíl mladých rodin s dětmi. K prosinci 2007 zde žilo 35 432 lidí.
Nachází se tu Telavivské centrální autobusové nádraží, Staré telavivské centrální autobusové nádraží, tržnice Šuk Levinsky nebo historicky a urbanisticky významné náměstí Kikar ha-Mošavot.